# オランウータン科
オランウータン科 (Pongidae) は、霊長目ヒト上科に属する科のひとつでオランウータン属を含むもの。かつてはショウジョウ科（猩々科の意）とも呼ばれた。以下のような分類学上の立場の相違から「オランウータン科」の分類を認めるものと、「オランウータン科」を認めずに「オランウータン亜科」とする説がある。

## 分類小史

### 伝統的分類
伝統的な分類では、ヒトと類人猿の違いを重視した。そのため、ヒト上科のヒト以外の類人猿を一つのタクソンとして、オランウータン科とした。
- オランウータン科 Pongidae
  - オランウータン属 Pongo
  - チンパンジー属 Pan
  - ゴリラ属 Gorilla
- ヒト科 Hominidae（現生種のみを挙げる、絶滅種は関連項目を参照）
  - ヒト属 Homo

### 分岐分類的立場
現在の遺伝的距離等の分子系統解析では、チンパンジー、ゴリラ、ヒトを合わせたものとオランウータンが姉妹群となる。この結果をとりいれた分類では、チンパンジーとゴリラは、ヒト科に含まれ、オランウータン科はオランウータンのみとなる。
分子的な証拠は、オランウータン科の系統が1300万年前にヒト科と分かれたことを示している。
- オランウータン科
  - オランウータン属
- ヒト科（現生属のみを挙げる、亜科の扱いは関連項目を参照）
  - ヒト属
  - チンパンジー属
  - ゴリラ属

### 亜科として扱う
英語版Wikipediaのように、ヒト科の範囲を広げオランウータンもヒト科に加える意見もある。この場合にはオランウータン科は認めず、オランウータン亜科となる。
- ヒト科
  - オランウータン亜科
    - オランウータン属

  - ヒト亜科
    - ゴリラ族
      - ゴリラ属

    - ヒト族（現生属のみを挙げる）
      - ヒト属
      - チンパンジー属